# Bunijaya (Gununghalu)
Bunijaya is een bestuurslaag in het regentschap Bandung Barat van de provincie West-Java, Indonesië. Bunijaya telt 8796 inwoners (volkstelling 2010).